# Risbäcks kyrka
Risbäcks kyrka är en kyrkobyggnad som tillhör Dorotea-Risbäcks församling i Luleå stift. Kyrkan ligger i Risbäcks samhälle invid Stor-Arksjön.

## Kyrkobyggnaden
Träkyrkan uppfördes efter ritningar av länsmannen Eleazar Rhen. Byggnadsarbetet påbörjades troligen år 1858. Kyrkan togs i bruk 1859. Tidpunkterna för kyrkans färdigställande och invigning är okända. Kyrktornet uppfördes först år 1865. Kyrkobyggnaden består av ett rektangulärt långhus med kor i öster och torn i väster. Vid korets norra sida finns en vidbyggd sakristia. Ytterväggarna var ursprungligen rödfärgade med vita pilastrar. En ombyggnad genomfördes 1922-1925 efter ritningar av Otar Hökerberg då kyrkan fick sin nuvarande klassicistiska prägel. Vid ombyggnaden försågs ytterväggar och innerväggar med ny panel. Yttertaket belades med nya spån. Nya fönster och dörrar tillkom. Kyrkorummets tunnvalv byggdes om till ett plant tak och en läktare byggdes i väster. Vid en renovering 1950 tillkom en ny orgel och en ny kyrkklocka. Elektrisk uppvärmning installerades. Kyrkan målades även om invändigt och utvändigt. Nuvarande läktarunderbyggnad tillkom 1993.

## Inventarier
- Dopfunten av trä utfördes av Torborg Lindberg och skänktes till kyrkan 1946.
- Altartavlan utfördes av Gerda Höglund och skänktes till kyrkan 1931. Dess motiv är: "Herre bliv när oss".

### Kororgel
- 1901 bygger Karl Hammer en orgel med 3 stämmor. Den flyttades till Umnäs kyrka.
- Före 1950 användes ett harmonium i kyrkan.
- Den nuvarande orgeln är byggd 1950 byggd av Grönlunds Orgelbyggeri, Gammelstad och är en mekanisk orgel.

| Manual        |
| Gedackt 8’    |
| Blockflöjt 4' |
| Principal 2’  |
| Scharf II     |

### Webbkällor
- Dorotea Byar.nu